# Bernhard Uffrecht

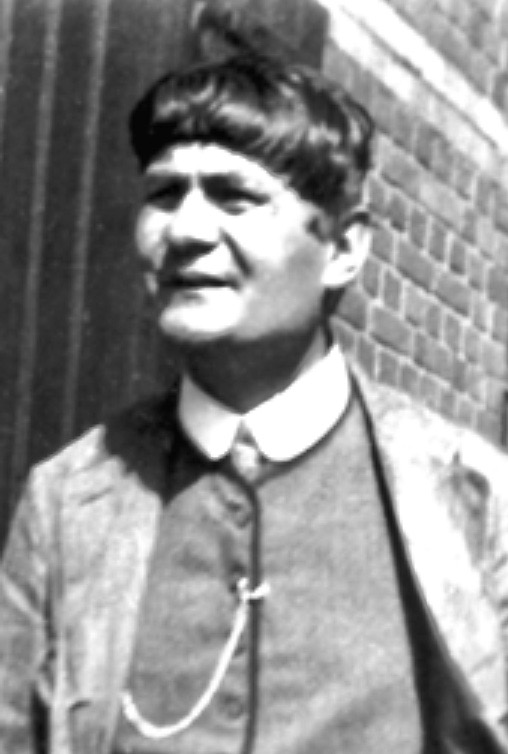
Bernhard Uffrecht (frühe 1920er Jahre)

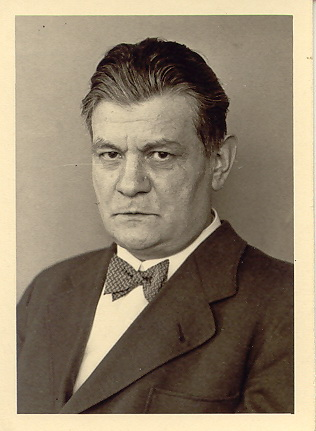
Bernhard Uffrecht (1933)

 Ludwig Rudolf Bernhard Uffrecht (* 27. Februar 1885 in Haldensleben; † 24. Januar 1959 in Hannover) war ein deutscher Reformpädagoge und Autor.

## Leben
Der jüngste Sohn des Fabrikbesitzers Heinrich Uffrecht und seiner Frau Anna Schwarz studierte nach dem Abitur im Jahre 1903 von Ostern 1903 bis März 1911 an den Universitäten in Tübingen, München, Straßburg, Halle und Göttingen zunächst Psychologie, Philosophie und Pädagogik, später jedoch vorwiegend Naturwissenschaften. 1911 legte er in Göttingen das Staatsexamen in angewandter und theoretischer Mathematik sowie in Physik ab.
Unmittelbar im Anschluss an sein Examen ging Bernhard Uffrecht als Lehrer an die Freie Schulgemeinde Wickersdorf und blieb dort bis zum Ende des Ersten Weltkrieges, 1916 bis 1917 als Stellvertreter des im Krieg kämpfenden Schulleiters Martin Luserke. Dort lernte er in der von ihm geführten Kameradschaft die Schülerin Hermine Anita Schiff (1898–1981), genannt „Ini“, kennen. Ebenso wie Luserke hatte auch Uffrecht Konflikte mit dem Gründer der FSG Wickersdorf, Gustav Wyneken.
In der Folge entschloss sich Uffrecht im April 1919 dazu, ein eigenes Landerziehungsheim, die Freie Schul- und Werkgemeinschaft (FSWG), zu gründen. Daran beteiligt waren die Wickersdorfer Lehrer Käthe Conrad (* 1893), Bernhard Hell und Gustav Wynekens Schwester Elisabeth Wyneken (1876–1959), genannt „Tante Lies“. Die Schule war zunächst im „Jägerhaus“ am Eingang des Fürstenlagers im südhessischen Bensheim-Auerbach/Bergstraße untergebracht. Anschließend kam sie vom Herbst 1919 bis zum Frühjahr 1920 im Sinntalhof von Ernst Putz bei Brückenau in Unterfranken unter und hatte ab Ostern 1920 ihren Sitz im brandenburgischen Jagdschloss Dreilinden bei Potsdam. Im selben Jahr heiratete Uffrecht seine ehemalige Schülerin Ini Schiff. Von 1922 bis 1933 wurde das Landschulheim schließlich im Jagdschloss Letzlingen in Sachsen-Anhalt ansässig.
Die Freie Schul- und Werkgemeinschaft Letzlingen war nach Einschätzung von  Adolf Grimmes einer der originellsten und vor allem sozialsten Schulversuche der Weimarer Zeit. Einen kleinen Abriss über die Geschichte und die pädagogische Ausrichtung dieser Schule gab der noch auf dem Schloss geborene Sohn  Ulrich Uffrecht 2012 bei einem Vortrag im Jagdschloss Letzlingen. Eine umfassende Geschichte dieses Schulversuchs steht noch aus.
Bereits im April 1933 wurde die FSWG von den Nationalsozialisten geschlossen. Das private Vermögen Uffrechts und seiner Familie wurde beschlagnahmt und er kam mit seiner Frau Ini und den drei Söhnen Hans Peter, Bernhard Ludwig und Ulrich bei seinem älteren Bruder Martin Uffrecht in Haldensleben unter. Bis zum Ausbruch des Zweiten Weltkrieges im Jahre 1939 hatte Bernhard Uffrecht Berufsverbot. Ihm wurde dann jedoch bei täglicher Widerrufsmöglichkeit gestattet, in der Schule Schloss Salem als Lehrer zu arbeiten.
Nach dem Zusammenbruch des Dritten Reiches im Jahre 1945 erteilte ihm die Landesregierung Sachsen-Anhalt den Auftrag, die Oberschule in Haldensleben zu einer demokratischen Musterschule zu gestalten. Nach anfänglichen Erfolgen, u. a. der Integration eines Internats in die Schule, kam es zu tiefen Konflikten mit der Partei und den sowjetischen Besatzungsbehörden, die unter anderem auch zu Pressekampagnen gegen Uffrecht sowie einer kurzzeitigen Inhaftierung durch den NKWD führten. Anfang August 1949 wurde Uffrecht fristlos entlassen; er flüchtete zunächst allein nach West-Berlin. Seine Frau und zwei seiner Söhne, die zu dieser Zeit an der Universität Halle studierten, flüchteten kurz darauf ebenfalls in den Westen.
1950 erhielt Bernhard Uffrecht noch den Auftrag, für die Niedersächsische Landesregierung Heimschulen zu inspizieren, die folgenden Lebensjahre waren jedoch von wirtschaftlicher Not und Krankheit bestimmt.
Sein Sohn Ulrich Uffrecht, ebenfalls Physiker und Pädagoge, war von 1971 bis 1993 Oberstudiendirektor an der Halepaghen-Schule in Buxtehude, wo er 1976 den von seinem Vorgänger Johannes Güthling mit dem Buxtehuder Modell eingeführten Gemeinsamen Ausschuss satzungsmäßig im Schulalltag etablierte. Ulrich Uffrecht war außerdem Schulbuchautor und in der deutschen Anti-Atom-Bewegung aktiv.

## Schriften/Veröffentlichungen
- Zum Geometrieunterricht. In: Wickersdorfer Jahrbuch 1914. Diederichs Verlag, Jena 1914, S. 34–56.
- Freie Schulgemeinde und Alkoholenthaltung. In: Die Freie Schulgemeinde, 4. Jahrg., Heft 4, Jena, Juli 1914, S. 105–108.
- Dr. Gustav Wyneken. Eine Abwehr und Abrechnung., Diederichs Verlag, Jena 1917, 36 S.
- Die Freie Schul- und Werkgemeinschaft. Eine neue Schulform. Schwetschke Verlag, Berlin 1921, 30 S.
- Die Freie Schul- und Werkgemeinschaft Letzlingen. In: Franz Hilker (Hrsg.), Deutsche Schulversuche. Schwetschke Verlag, Berlin 1924, S. 137–155.
- Freie Schul- und Werkgemeinschaft. Blätter zum Gedankenaustausch. Nr. 1, Bernhard Uffrecht (Hrsg.), Juli 1925, 32. S.
- Der Gedanke der erziehungsfreien Gemeinschaft und seine Durchführung in der Freien Schul- und Werkgemeinschaft Letzlingen. In: Alfred Adreesen (Hrsg.): Das Landerziehungsheim, Quelle & Meyer Verlag, Leipzig 1926, S. 40–47.
- Musikästhetik auf mathematischer Grundlage. Unveröffentlichtes Manuskript, 1945. In Familienbesitz Uffrecht.
- Sakrale Erziehung. Unveröffentlichtes Buchmanuskript, ca. 1957. In Familienbesitz Uffrecht.